# Mitsubishi GTO
La Mitsubishi GTO è una autovettura coupé prodotta dalla casa automobilistica giapponese Mitsubishi Motors Corporation dal 1990 all'estate del 2000.
Questa sportiva, conosciuta come GTO in Giappone, come Mitsubishi 3000GT in Gran Bretagna e come Dodge Stealth negli Stati Uniti, simile nell'aspetto a una Chevrolet Corvette C5, ha visto la luce nel 1990.

## Caratteristiche

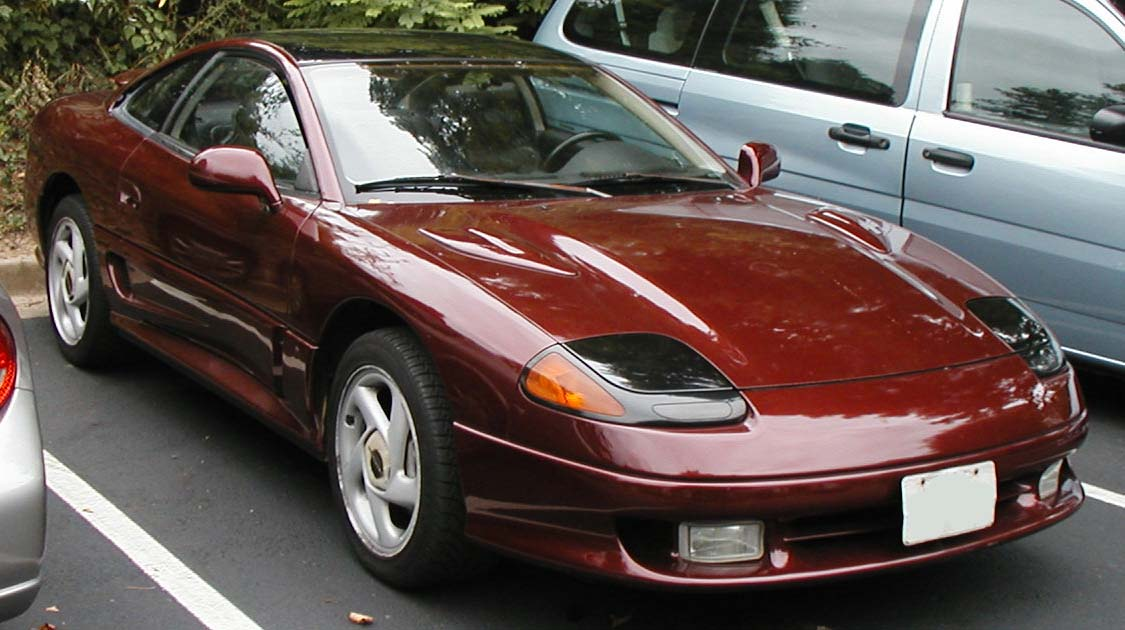
La Dodge Stealth

L'allestimento interno presentava: una plancia prettamente sportiva con strumentazione rivolta verso il conducente, con tre manometri caratteristici posti al centro che indicano la pressione di sovralimentazione, la pressione olio e la temperatura dell'acqua, i modelli per il mercato europeo erano dotati anche di un orologio digitale integrato; un sistema di climatizzazione con display digitale; Sedili in pelle di derivazione Recaro con regolazione lombare elettronica, cruise control e di airbag conducente (nei modelli di seconda generazione fu introdotto anche sul lato passeggero).
Grazie ai vari dispositivi elettronici di cui è dotata di serie anche nelle versioni meno potenti rimane una vettura sicura anche alle alte velocità. In caso di urto viene considerata una tra le più sicure sportive nipponiche per merito della rigida struttura perimetrale del telaio in acciaio e alluminio, tanto da guadagnare cinque stelle su cinque all'NHTSA (National Highway Traffic Safety Administration).

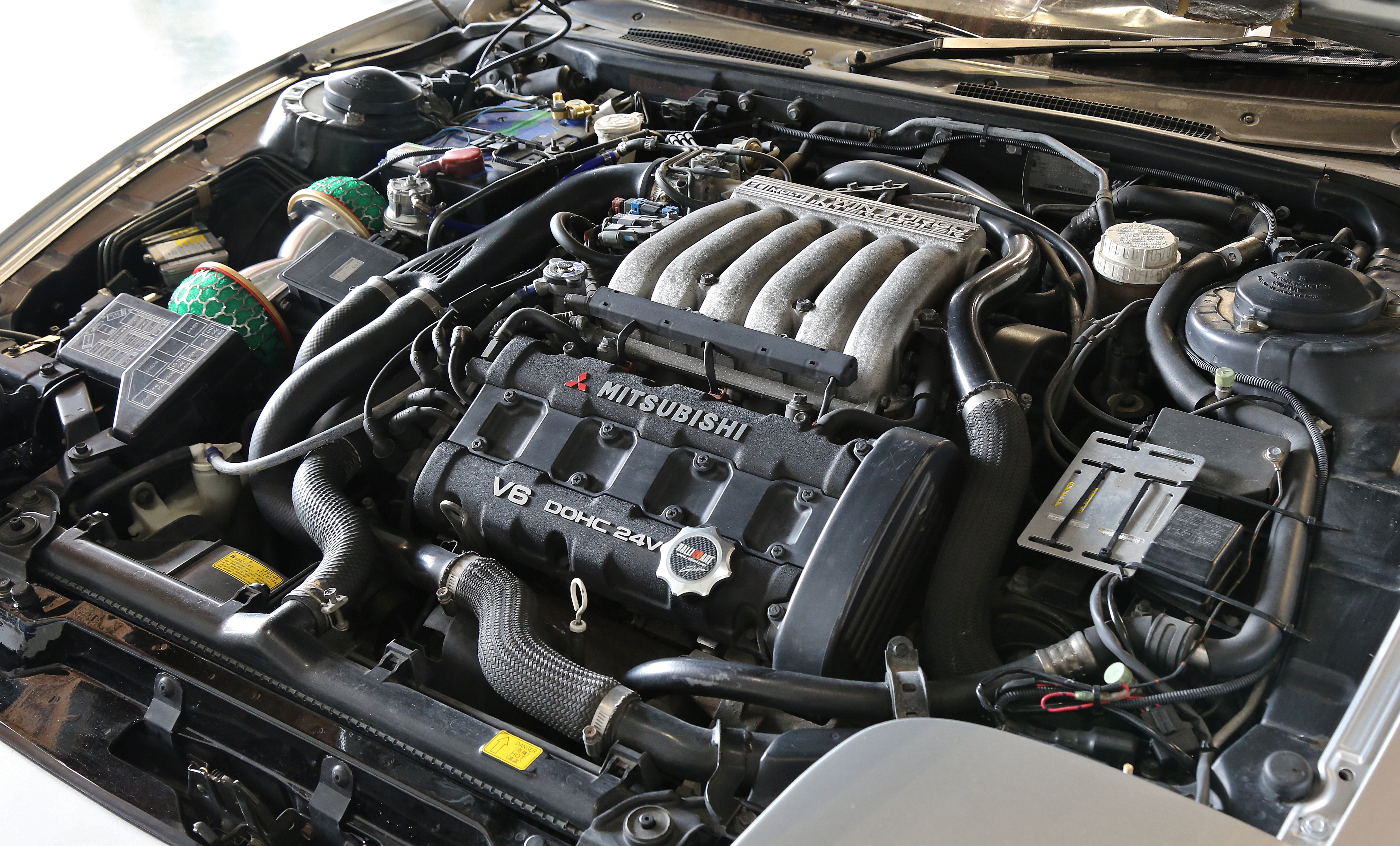
Vista motore 6G72 della 3000GT VR4

Il treno di gomme di serie è costituito da pneumatici 225/50 montati su cerchi in lega da 17 pollici sulla versione Europea e 245/45 su cerchi in lega da 17 pollici per gli esemplari del mercato Americano, la frenata è garantita da dischi autoventilanti con pinze a 4 pistoncini sull'anteriore e a 2 pistoncini sul posteriore che portano la 3000GT da 112 km/h all'arresto in 48 metri.
Nelle versioni con le quattro ruote motrici, la potenza raggiunge le quattro ruote grazie ad un sistema di trazione integrale permanente a 3 differenziali, il differenziale posteriore è di tipo viscoso a slittamento limitato. La ripartizione della coppia è del 45% sull'avantreno e 55% al retrotreno, ma in funzione delle necessità il differenziale centrale riesce a trasmettere fino al 95% della coppia su uno dei due assali, la Trasmissione per i modelli di punta risulta medesima con l'unica differenza che sulle auto di seconda generazione fu aggiunto un sesto rapporto.
La 3000GT nelle varianti di punta era dotata di alcuni sistemi tecnologici all'avanguardia per l'epoca:
- 4WS: un sistema a quattro ruote sterzanti, le ruote posteriori grazie ad un sistema idraulico ruotano in fase con quelle anteriori fino a 1,5° superata una velocità di 60 km/h per garantire maggiore maneggevolezza e tenuta di strada nelle curve più impegnative,

- Active Aero: un sistema di aerodinamica attiva composto da un alettone posteriore regolabile elettronicamente gestito da un'apposita centralina atto a modificare la spinta aerodinamica verso il basso e uno spoiler con effetto Venturi all'anteriore anch'esso a comando elettronico automatico,

- Active Exhaust: (solo per le varianti giapponesi e americane) un sistema di scarico attivo che può essere regolato in 2 modalità operative (Sport o Tour) tramite una valvola a farfalla posta nella parte terminale della linea di scarico, anch'essa comandata elettronicamente.

Inoltre l'auto poteva essere dotato di un complesso sistema di controllo elettronico delle sospensioni, chiamato dalla Mitsubishi "ECS", ciò permetteva di variare i parametri della sospensione direttamente da un pulsante posto nell'abitacolo vicino al volante.
La 3000GT è stata presentata in varie versioni con diverse sigle:
- "Base" (venduta solo in America sotto il nome di Dodge Stealth) equipaggiata con un motore SOHC V6 12v da 3 Litri con una potenza di 166 CV (122 Kw) a 5500 giri/min e 251 Nm a 4000 giri/min, dotata di trazione anteriore.

- "SL/SR": nota con il nome SR in Giappone e SL in tutto il resto del mondo, adottava un sistema di trazione integrale con differenziali di tipo aperto, spinta da un Motore 3 Litri DOHC ad aspirazione naturale con una potenza di 230 CV (168 Kw) a 6000 giri/min e 275 Nm a 4500 giri/min per la Versione SR solo per il mercato Giapponese, la versione SL Adottava il medesimo motore con una potenza leggermente inferiore 225 CV (165 Kw) a 6000giri/min, il peso totale della vettura ammontava a 1520 Kg in ordine di marcia.

- "VR4/MR" le versioni di punta del modello, sono invece spinte da un motore DOHC V6 24v con angolo di 60°, 3 Litri con sigla 6G72 sovralimentato da una coppia di turbocompressori TD04-13G spinti a 0,4 Bar (6 PSI) che lo rendono capace di produrre 286 CV (210 Kw) a 6000 giri/min e 417 Nm di coppia motrice a 3000 giri/min (per la variante mercato Europeo), 300 CV (220 Kw) a 6000 giri/min e 426 Nm di coppia a 2500 giri/min per il mercato Americano, quest'ultima differiva dalla variante europea per la tipologia di turbine montate le TD04-9B leggermente più piccole rispetto alle TD04-13G ad alta capacità, montate principalmente per abbattere le temperature di scarico per gestire meglio le alte velocità sull'Autobahn tedesca, nonostante le dimensioni ridotte le varianti per il mercato americano producevano più cavalli. Le varianti sopracitate con l'aggiunta di molti sistemi tecnologici, quali 4WS, Active Aero, Active Exhaust, Ammortizzatori ECS destinati solo ai modelli di punta facevano salire il peso in ordine di marcia della vettura, portandolo a 1710 Kg.

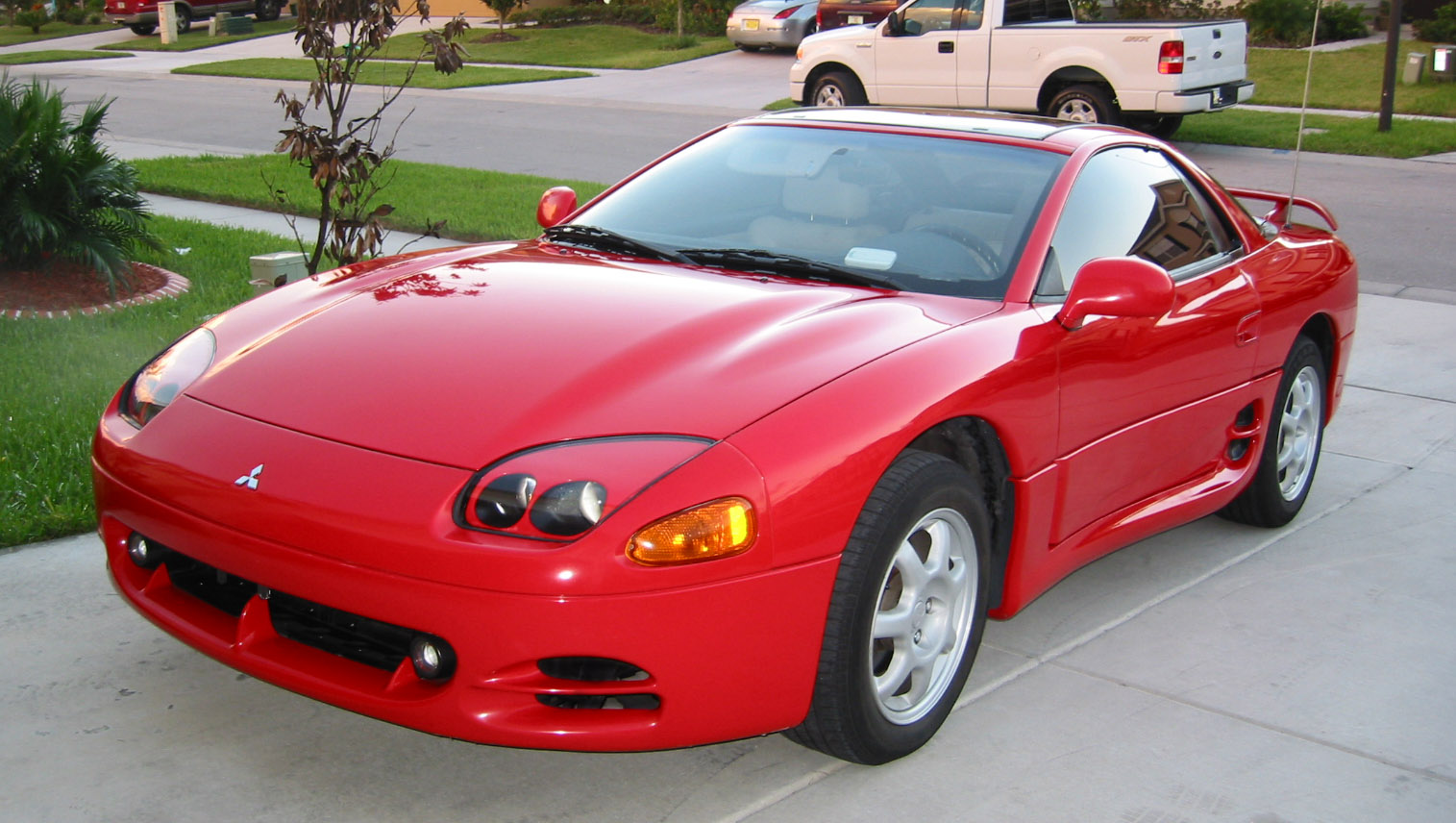
3000GT seconda serie

La vettura era in grado di passare da 0 a 100 km/h in 5,2 secondi e di raggiungere la velocità di punta di 280 km/h e coprire i 400 metri in 13,6 secondi grazie al cambio manuale Getrag a 5 rapporti, sostituito con una variante a 6 rapporti anch'esso Getrag nelle vetture di seconda generazione a partire dal 1994; grazie all'adozione di quest'ultimo, le prestazioni ne giovarono portando lo scatto da 0 a 100 km/h in soli 4,7 secondi.
Inoltre durante il corso degli anni furono lanciate alcune varianti speciali della VR4 e MR, una tra queste la "Special Version" capace di produrre 305 CV (224 Kw) a 6000 giri/min e 450 Nm di coppia a 2500 giri/min riconoscibile dall'apposita targhetta identificativa numerata, e la ancora più rara variante "Beckenbauer edition" (30 esemplari), lanciata nel 1994 per celebrare il noto calciatore tedesco Franz Beckenbauer, quest'ultima è riconoscibile dalla colorazione adottata "Giallo Lamborghini"  con firme di Franz Beckenbauer sui montati laterali e targhetta numerata, presentava alcuni aggiornamenti e optional, tra cui un nuovo sistema di scarico sportivo prodotto dalla Remus, Cerchi in lega OZ Racing Futura, sistema di aspirazione HKS e telefono C-Netz a bordo e grazie ad una nuova gestione elettronica la vettura venne portata a 400 CV di potenza, la produzione cessò nel 1995.
Nel 1994 la 3000GT subì un restyling estetico (definito come seconda serie), si abbandono l'originale soluzione dei fari a scomparsa e furono adottati dei proiettori fissi, si adottò un nuovo cambio a 6 rapporti e l'auto ricevette un incremento di potenza che la portò ad avere 320 CV (239 Kw) a 6000 giri/min e 427 Nm di coppia a 2500 giri/min.
Nel 1998 subì un ulteriore restyling (definito come "terza serie"), che portò dei nuovi gruppi ottici anteriori e posteriori e un nuovo spoiler, questa volta ad inclinazione fissa senza comando elettronico, dall'aspetto molto simile a quello montato sulle competitive Mitsubishi Lancer Evolution, la sostituzione dell'Alettone non fu l'unica novità, infatti l'auto anche nelle versioni di punta perse buona parte dei sistemi elettronici delle serie precedenti, quali 4WS, Active Exhaust e l'Active Aero sopracitato a favore di una riduzione significativa del peso.